# جامعة هاغن (للتعليم عن بعد)
جامعة هاغن (بالألمانية: Fernuniversität Hagen) هي الجامعة الحكومية الأولى والوحيدة للتعليم عن بعد في ألمانيا، أُسِّسَت عام 1974، ومقرها في مدينة هاجن في ولاية شمال الراين-ويستفاليا. 
وفقًا لبيانات مكتب الإحصاء الاتحادي، هي أكبر جامعة ألمانية حيث ضمت أكثر من 76.000 طالب في الفصل الشتوي 2016/2017، بدون احتساب الطلاب الأكاديميين وطلبة الدراسات العليا. تمنح الجامعة الشهادات الجامعية النظامية المعتادة، واعتباراً من الفصل الصيفي 2020/2021 ، لم تعُد الجامعة تمنح الدبلوم في أي برنامج دراسي، وإنما بدأت في منح الخريجون درجة البكالوريوس أو الماجستير.  يحق لجميع كليات الجامعة منح الدكتوراه ودرجات ما بعد الدكتوراة للتأهيل للأستاذية (بالألمانية Habilitation). بالإضافة إلى ذلك، تقدم الجامعة دورات تحضيرية ودراسات أكاديمية وبرامج دراسات جزئية للتعليم العالي الوظيفي أو الشخصي. تعتبر جامعة هاجن للتعلم عن بعد عضوًا في رابطة الجامعات الأوروبية (EUA) ويتم اعتماد برامجها الدراسية من قبل «مؤسسة اعتماد إدارة الأعمال الدولية FIBAA» و «وكالة ضمان الجودة لاعتماد برامج الدرجات العلمية AQAS ».

## خلفية تاريخية[11]
أسِّسَت جامعة هاغن للتعليم عن بعد في عام 1974 جامعةً وجامعة شاملة (بالألمانية: Gesamthochschule) في ولاية شمال الراين-وستفاليا، وبدأت فيها الدراسة في عام 1975 في ثلاثة أقسام تخصصية بعدد 1330 طالبًا. في العام 1979 تأسست كلية الحقوق. وكما هو الحال مع جميع جامعات شمال الراين-ويستفاليا الشاملة، تم إلغاء وضع الجامعة كجامعة شاملة في عام 2003 واستمرت منذ ذلك الحين في العمل حصريًا كجامعة.
في العام 2006 دُمِجَت أقسام الهندسة الكهربائية وتكنولوجيا المعلومات وعلوم الكمبيوتر والرياضيات في كلية واحدة أسميت كلية الرياضيات وعلوم الكمبيوتر.
من خلال الإعفاء من الرسوم الدراسية وفقًا لقانون تمويل عدالة التعليم العالي حتى عام 2010 وإدخال الدرجات العلمية البكالوريوس والماجستير، تمكنت الجامعة من زيادة عدد الطلاب بشكل كبير.
كان الفصل الشتوي 2012/2013 هو آخر فصل سجل فيه الطلاب لدراسة العلوم الهندسية في الجامعة. كما كان هذا الفصل هو آخر فصل دراسي تمكن فيه الطلاب من التسجيل في برنامج الماجستير في الهندسة الكهربائية وتكنولوجيا المعلومات.

## كليات وتخصصات الجامعة[13][14][15]

### الكليات
- كلية الاقتصاد (WIWI)
- كلية العلوم الثقافية والاجتماعية ( KSW )
- كلية علم النفس (PSY)
- كلية الرياضيات وعلوم الكمبيوتر (M + I)
- كلية الحقوق (REWI)

### البرامج الدراسية

#### برامج البكالوريوس
- علوم التربية
- الدراسات الثقافية
- العلوم السياسية، العلوم الإدارية، علم الاجتماع
- علم النفس
- علوم الحاسوب
- الرياضيات
- تطوير البرمجيات الرياضية التقنية
- الاقتصاد
- معلوماتية الأعمال
- القانون ( ليسانس الحقوق؛ ماجستير الحقوق مع اختبار القانون الأول)

#### برامج الماجستير
- التعليم والإعلام - التعليم الإلكتروني
- تاريخ أوروبا - العهود والاضطرابات والاعتماد المتبادل
- الأدب الألماني الحديث في سياق إعلامي ثقافي
- الفلسفة - الفلسفة في سياق أوروبي
- العلوم السياسية - الحوكمة والمشاركة
- علم الاجتماع - مناهج المجتمع المعاصر
- علوم الحاسوب
- الرياضيات
- علم الحاسوب العملي
- علم النفس
- القانون
- الاقتصاد
- معلوماتية الأعمال
- الاقتصاد
- اقتصاديات المهندسين وعلماء الطبيعة

#### البرامج الدراسية مع امتحان الدولة
- القانون (اختبار القانون الأول)

#### برامج التحضير للماجستير
تشترط هذه البرامج درجة جامعية مكتملة بنجاح.
- الإدارة العامة
- التحول الرقمي
- القيادة
- التسويق والإدارة الموجهة نحو السوق
- إدارة الموارد البشرية
- علم نفس المجموعة
- المحامي والممارسة القانونية
- الملكية الفكرية الأوروبية
- قانون الأعمال والعمل
- الوساطة (ماجستير في الوساطة)

#### الشهادات الممنوحة
- إدارة المشاريع والمعلوماتية
- أخلاقيات مهنة الطب
- شهادة في الإدارة
- تدريب الأعمال
- تدريب متخصص في القانون الجنائي
- قانون الضرائب الجنائي
- قانون الرياضة
- قانون محامي براءات الاختراع
- دراسات عليا في الوساطة
- مزيد من التعليم دراسة اتفاق الوساطة
- أساسيات القانون الياباني
- دورة شهادة في القانون القانوني (منتهية الصلاحية)

## فروع الجامعة في ألمانيا والخارج
للجامعة فروع كثيرة منتشرة في جميع أنحاء ألمانيا بالإضافة إلى بعض الفروع في الخارج، حيث يوجد حاليًا 13 فرع في ألمانيا و 3 فروع في الخارج.

### فروع ألمانيا
- برلين شارلوتنبورغ
- بون
- كوسفيلد
- فرانكفورت - ساكسنهاوزن
- هاجن
- هامبورغ
- هانوفر
- كارلسروه
- لايبزيغ
- ميونيخ
- نويس
- نورمبرغ
- شتوتغارت فيورباخ

### فروع الخارج
- النمسا: مركز النمسا للتعليم عن بعد في لينتس وله مكاتب فرعية في بريغنز وسالفيلدن وفيلاتش وفيينا
- سويسرا: فرع سويسرا في زيورخ
- المجر: مركز التعلم عن بعد بودابست

## التوأمة مع الجامعات والمعاهد
- جامعة سانت بطرسبرغ للاقتصاد والتمويل (روسيا)
- جامعة أندراسي في بودابست (بودابست)
- جامعة بيكس (هنغاريا)
- معهد لايبنيز - معهد العلوم التحليلية (ISAS) ، دورتموند
- جامعة لايدن (هولندا)
- الجامعة الأيبيرية الأمريكية (المكسيك)
- جامعة باريس (فرنسا)
- جامعة أوتو فون جيريك ماغديبورغ
- جامعة كوبلنز
- جامعة تيلبورغ (هولندا)

## إحصائيات
يبلغ عدد طلاب الجامعة 72.868 طالب (بيانات 2022).

## وصلات خارجية
- الموقع الإلكتروني